# Annesse-et-Beaulieu
Annesse-et-Beaulieu – miejscowość i gmina we Francji, w regionie Nowa Akwitania, w departamencie Dordogne.
Według danych na rok 1990 gminę zamieszkiwało 1099 osób, a gęstość zaludnienia wynosiła 91 osób/km² (wśród 2290 gmin Akwitanii Annesse-et-Beaulieu plasuje się na 393. miejscu pod względem liczby ludności, natomiast pod względem powierzchni na miejscu 928.).